# Porosz Szabadállam
A Porosz Szabadállam a weimari köztársaság és a nemzetiszocialista Németország egyik alkotó állama volt 1918 és 1947 között. A Porosz Királyság utódállamaként jött létre az első világháborúban elszenvedett német vereség után, és annak ellenére is a Német Birodalom legnagyobb állama maradt, hogy a birodalom európai területi veszteségeinek nagy része porosz területekről származott. A Porosz Szabadállam a Német Birodalom területének 62%-át, valamint lakosságának 61%-át foglalta magában, továbbá a szövetségi főváros, Berlin is ott helyezkedett.
Poroszország a korábbi autoriter államából parlamentáris demokráciává alakult át az 1920-as alkotmánya alapján. A weimari időszak alatt szinte kizárólag demokratikus erők irányították, politikailag stabilabbnak bizonyult, mint maga a köztársaság. Rövid megszakításokkal a Szociáldemokrata Párt (SPD) adta az állam kormányfőjét, a miniszterelnököt. Belügyminiszterei a közigazgatás és a rendőrség republikánus reformját szorgalmazták, aminek eredményeként Poroszországot a weimari köztársaságon belül a demokrácia bástyájaként tartották számon.
A Franz von Papen birodalmi kancellár által 1932-ben kirobbantott puccs következtében a Porosz Szabadállamot alárendelték a birodalmi kormánynak és megfosztották önállóságától. Így Poroszország de facto már megszűnt létezni még azelőtt, hogy a Nemzetiszocialista Német Munkáspárt 1933-ban hatalomra került volna, azonban egy porosz kormány Hermann Göring vezetésével formálisan tovább működött 1945-ig. A második világháború befejezése után a Szövetséges Ellenőrző Tanács rendelete alapján Poroszország 1947. február 25-én szűnt meg.

## Közigazgatás

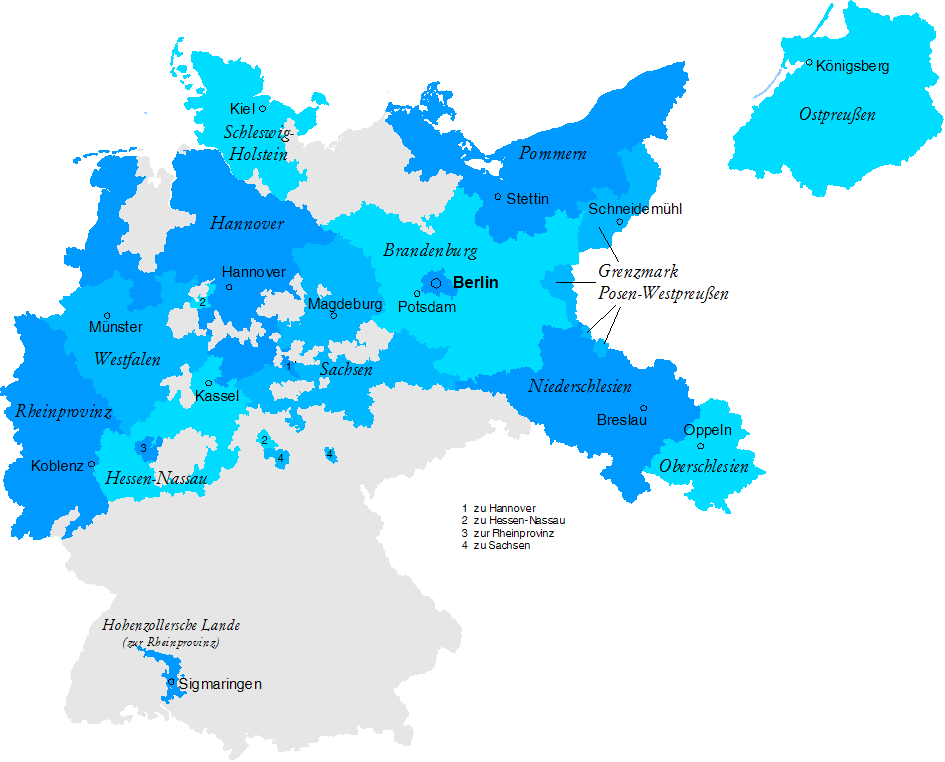
A tartományok

| Tartomány (Provinz)                                                    | Székhely     | Népesség   | Terület (km²) | Népsűrűség (/km²) |
| ---------------------------------------------------------------------- | ------------ | ---------- | ------------- | ----------------- |
| Kelet-Poroszország (Ostpreußen)                                        | Königsberg   | 02.256.349 | 037.046,5011  | 060,9             |
| Brandenburg                                                            | Potsdam      | 02.592.419 | 039.035,5297  | 066,4             |
| Nagyberlin (Großberlin)                                                | Berlin       | 04.024.165 | 0878,4048     | 4.581,2           |
| Pomeránia (Pommern)                                                    | Stettin      | 01.878.781 | 030.208,2759  | 062,2             |
| Posen–Nyugat-Poroszország határtartomány (Grenzmark Posen-Westpreußen) | Schneidemühl | 0332.485   | 07.695,2425   | 043,2             |
| Alsó-Szilézia (Niederschlesien)                                        | Breslau      | 03.132.328 | 026.615,8285  | 0117,7            |
| Felső-Szilézia (Oberschlesien)                                         | Oppeln       | 01.379.278 | 09.702,2384   | 0142,2            |
| Szászország (Provinz Sachsen)                                          | Magdeburg    | 03.277.476 | 025.273,8061  | 0129,7            |
| Schleswig-Holstein                                                     | Kiel         | 01.519.365 | 015.059,7071  | 0100,9            |
| Hannover                                                               | Hannover     | 03.190.619 | 038.583,6280  | 082,7             |
| Vesztfália (Westfalen)                                                 | Münster      | 04.811.219 | 020.208,5439  | 0238,1            |
| Hessen-Nassau                                                          | Kassel       | 02.396.871 | 015.703,4318  | 0152,6            |
| Rajnai tartomány (Rheinprovinz)†                                       | Koblenz      | 07.256.978 | 024.547,0475  | 0295,6            |
| Hohenzollern tartomány (Hohenzollernsche Lande)                        | Sigmaringen  | 071.840    | 01.142,2659   | 062,9             |
| Összesen                                                               | Berlin       | 38.120.173 | 291.700,4512  | 0130,7            |
| Waldeck††                                                              | Arolsen      | 055.816    | 01.055,4300   | 052,9             |
| † Saar-vidék nélkül †† 1929-től                                        |              |            |               |                   |

## Fordítás
- Ez a szócikk részben vagy egészben  a   Free State of Prussia című angol Wikipédia-szócikk fordításán alapul.  Az eredeti cikk szerkesztőit annak laptörténete sorolja fel. Ez a jelzés csupán a megfogalmazás eredetét és a szerzői jogokat jelzi, nem szolgál a cikkben szereplő információk forrásmegjelöléseként.
- Ez a szócikk részben vagy egészben  a   Freistaat Preußen című német Wikipédia-szócikk fordításán alapul.  Az eredeti cikk szerkesztőit annak laptörténete sorolja fel. Ez a jelzés csupán a megfogalmazás eredetét és a szerzői jogokat jelzi, nem szolgál a cikkben szereplő információk forrásmegjelöléseként.